# Yosegi-zukuri
Pour les articles homonymes, voir Yosegi.
 (septembre 2018).
Si vous disposez d'ouvrages ou d'articles de référence ou si vous connaissez des sites web de qualité traitant du thème abordé ici, merci de compléter l'article en donnant les références utiles à sa vérifiabilité et en les liant à la section « Notes et références ».

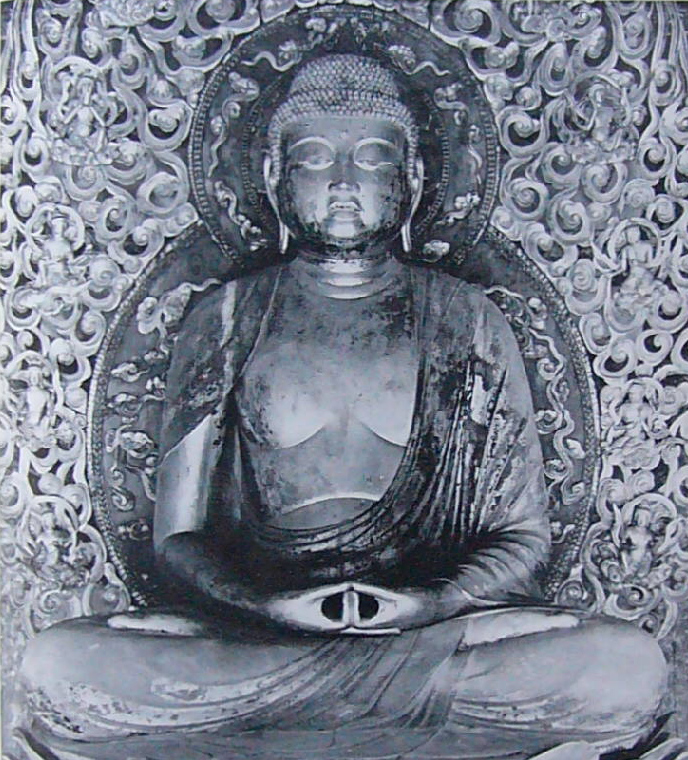
Bouddha Amida de Jōchō réalisé en yosegi-zukuri

Le yosegi-zukuri (寄木造) ou yosegi (寄木) est une technique de sculpture japonaise apparue à la fin de la période Heian, aux environs du Xe siècle.

## Technique
La technique yosegi-zukuri, lorsqu'elle est utilisée pour créer une statue, consiste à sculpter séparément différentes pièces de la statue. Ces morceaux de bois, généralement évidés, sont ensuite assemblés par collage pour former le corps de la statue. La gravure des décorations finales est ensuite réalisée, puis une couche de laque, de peinture ou des feuilles d'or sont appliquées. 
Cette technique permet de faire travailler une équipe nombreuse répartie sur les différents éléments séparés, tout en allégeant le poids final de la sculpture. Ce type d'assemblage présente également l'avantage de faciliter les réparations ultérieures, par un simple remplacement des parties endommagées.

## Histoire
À la fin de l'époque de Heian (平安時代, Heian jidai, 794-1185), la technique ichiboku-zukuri (一木造) consistant à sculpter une statue d'un seul bloc, est remplacée par le yosegi-zukuri qui utilise l'assemblage par collage de multiples morceaux de bois. Cette technique se développe au cours de la période Heian, accompagnant la diffusion de la foi en Amida (阿弥陀) au sein de l'aristocratie, entrainant la construction de nombreux temples bouddhiques et une forte demande d'images pieuses.
Ce type de technique permet l'apparition d'assemblages et de sculptures nouvelles, répondant aux goûts de l'époque et à l'iconographie bouddhiste. Le sculpteur Jōchō (定朝, mort en 1057) influence beaucoup le développement du yosegi-zukuri et innove dans l'élaboration de techniques nouvelles. Une unique œuvre de ce maitre artisan a survécu jusqu'à notre époque, une statue d'Amida Nyôrai qui est conservée au Hōō-dō (鳳凰堂, salle du phénix) du Byōdō-in (平等院) près de Kyoto.
Le yosegi est également la technique utilisée par le maitre artisan Shoun Genkei Zenji, lors de la construction des cinq cents fameuses statues bouddhiques du temple Tennonzan Gohyaku Rakanji (天恩山五百羅漢寺, 305 statues sont conservées).